# Gàrgara

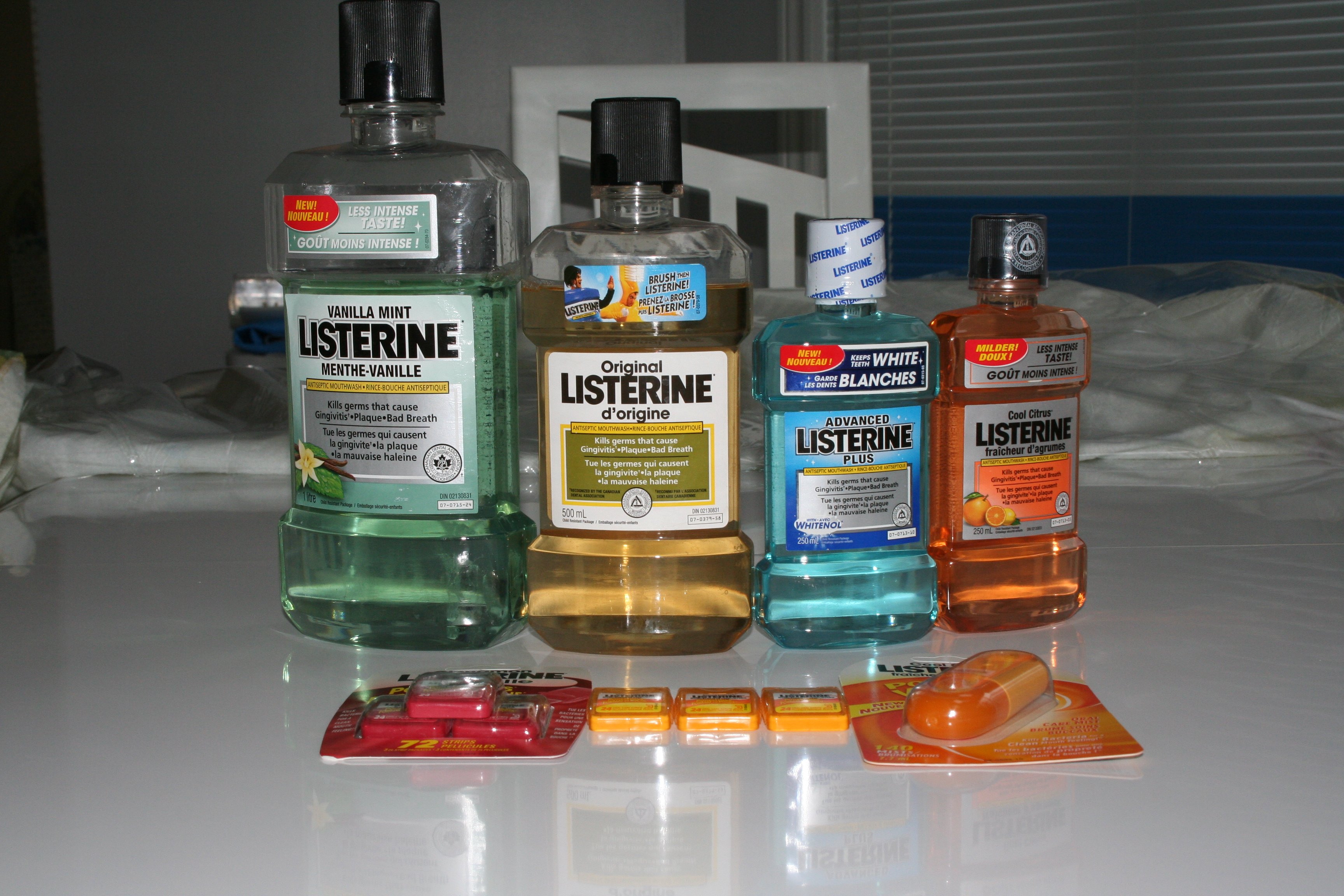
Un col·lutori popular en diferents formes i funcionalitats

Fer gàrgares, fer gargarismes o gargaritzar (gàrgara ve del llatí gurgulio 'gola') és un mètode de neteja de la zona de la faringe, usat especialment en cas d'angines.
Per a fer gàrgares, s'introdueix un fluid a la boca i s'inclina el cap lleugerament cap enrere, de manera que el fluid es desplaça a l'entrada de la faringe. Llavors s'expira aire, el qual fa que el fluid comenci a bombollejar, recordant l'ebullició de l'aigua. El fluid és o bé aigua o bé preparats per a aquest propòsit (col·lutori bucal).